# Sofía Luini
Sofía Luini (* 11. November 1992 in Buenos Aires) ist eine argentinische Tennisspielerin.

## Karriere
Luini, die im Alter von fünf Jahren mit dem Tennissport begann, bevorzugt dabei den Sandplatz. Sie spielt überwiegend ITF-Turniere. Auf dem ITF Women’s Circuit hat sie bislang einen Titel im Einzel und zehn im Doppel gewonnen.
2024 erhielt sie wegen eines Korruptionsfalls im Tennis eine siebenjährige Sperre.

## Turniersiege

### Einzel
| Nr. | Datum         | Turnier     | Kategorie   | Belag | Finalgegnerin | Ergebnis |
| --- | ------------- | ----------- | ----------- | ----- | ------------- | -------- |
| 1.  | 21. Juni 2014 | Villa María | ITF $10.000 | Sand  | Carla Lucero  | 6:4, 6:1 |

### Doppel
| Nr. | Datum             | Turnier      | Kategorie   | Belag     | Partnerin             | Finalgegnerinnen                          | Ergebnis          |
| --- | ----------------- | ------------ | ----------- | --------- | --------------------- | ----------------------------------------- | ----------------- |
| 1.  | 9. November 2013  | Buenos Aires | ITF $10.000 | Sand      | Catalina Pella        | Fernanda Brito Carolina de los Santos     | 6:4, 6:4          |
| 2.  | 29. November 2013 | Santiago     | ITF $10.000 | Sand      | Ana Madcur            | Guadalupe Moreno Camila Silva             | 6:4, 6:75, [10:6] |
| 3.  | 20. Juni 2014     | Villa María  | ITF $10.000 | Sand      | Ana Madcur            | Ingrid Gamarra Martins Eduarda Piai       | 6:2, 4:6, [10:7]  |
| 4.  | 24. Oktober 2014  | Lima         | ITF $10.000 | Sand      | Guadalupe Pérez Rojas | Cecilia Costa Melgar Nathaly Kurata       | 6:4, 6:3          |
| 5.  | 21. November 2014 | Asuncion     | ITF $50.000 | Sand      | Guadalupe Pérez Rojas | Anastassija Piwowarowa Patricia Maria Țig | 6:3, 6:3          |
| 6.  | 31. Juli 2015     | Tunis        | ITF $10.000 | Sand      | Jelena Simić          | Alina Wessel Lenka Wienerová              | 7:65, 3:6, [10:8] |
| 7.  | 21. August 2015   | El-Kantaoui  | ITF $10.000 | Hartplatz | Naomi Totka           | Darja Tschernezowa Jana Sisikowa          | 7:5, 1:6, [10:7]  |
| 8.  | 16. Juni 2018     | Hammamet     | ITF $15.000 | Sand      | Fernanda Brito        | Claudia Hoste Ferrer Elixane Lechemia     | 6:3, 6:2          |
| 9.  | 12. August 2018   | Guayaquil    | ITF $15.000 | Sand      | Fernanda Brito        | Bárbara Gatica Rebeca Pereira             | 6:1, 6:0          |
| 10. | 19. August 2018   | Guayaquil    | ITF $15.000 | Sand      | Fernanda Brito        | Martina Capurro Taborda Camila Romero     | 7:65, 6:3         |